# Svina (vattendrag i Belarus)
Svina (ryska: Свина) är ett vattendrag i Belarus. Det ligger i voblasten Vitsebsks voblast, i den norra delen av landet, 220 km nordost om huvudstaden Minsk.
I omgivningarna runt Svina växer i huvudsak blandskog. Runt Svina är det glesbefolkat, med 14 invånare per kvadratkilometer.